# Isabella Summers
 (décembre 2019).
Isabella Janet Florentina Summers est une musicienne, chanteuse, compositrice, productrice et remixeuse anglaise née le 31 octobre 1980. Elle est principalement connue comme membre du groupe de rock indépendant Florence and the Machine. En plus d’être au clavier, Summers a co-écrit 5 chansons sur leur premier album à succès Lungs (2009) et trois pour l’album Ceremonials. Elle a également co-écrit trois chansons pour l’album How Big, How Blue, How Beautiful et a produit deux chansons pour la version deluxe de celui-ci.
Quand elle n’est pas en tournée avec le groupe, Summers écrit, produit et remixe des chansons pour des artistes telles que Beyoncé, Iggy Azalea, Cara Delevingne et Chloe x Halle.

## Jeunesse et débuts
Summers vit à Londres, où elle a rencontré Florence Welch après avoir été la babysitter de la petite sœur de celle-ci, Grace. Après avoir déménagé à 9 ans à Aldeburgh, Summers retourne à Londres pour ses études : elle y obtient un diplôme en beaux-arts à l’université de Central Saint Martins. Au même moment, elle apprend à mixer et travaille rapidement avec Dan Greenpeace pour son émission « All City Show » sur XFM London. Avec l’aide d’un ami elle a créé un studio à Crystal Palace et a commencé à faire du Hip-Hop. 

## AvecFlorence and the Machine
Florence Welch, qui en est encore à ses débuts musicaux, impressionne Summers par la puissance de sa voix au point que Summers l’invite à écrire des chansons avec elle. C’est à ce moment que les deux femmes s'associent durablement. Welch a surnommé Summers « Isabella Machine » pour ses compétences en musique électronique. À leurs débuts, elles se produisent sous le nom de Florence Robot/Isa Machine, puis le groupe est renommé Florence and the Machine.

## Travail pour le cinéma et la télévision
À partir de 2012, elle compose la musique de séries d'animation ou documentaires et de films. Elle coécrit ainsi, dans le cadre de Florence and the Machine, la chanson Breath of life pour le film Blanche-Neige et le Chasseur, et écrit plus tard la musique de Lady Chatterley par Laure de Clermont-Tonnerre sur Netflix en 2022.

## Filmographie partielle

### Au cinéma
- 2014 : Crack of Dawn  (court métrage)
- 2022 : Call Jane de Phyllis Nagy
- 2022 : Lady Chatterley’s Lover, par Laure de Clermont-Tonnerre, sur Netflix
- 2024 : Lisa Frankenstein de Zelda Williams

### À la télévision
- 2020 : Little Fires Everywhere (mini série télévisée, 8 épisodes)
- 2021 : Physical (série télévisée, 10 épisodes)
- 2021 : Panic (série télévisée, 10 épisodes)
- 2021 : Paradise City (série télévisée, 8 épisodes)
- 2022 : The Offer (série télévisée, 10 épisodes)

### Clips musicaux
- 2011 : LP: Someday (live, version 1)
- 2011 : Florence + the Machine: No Light, No Light
- 2012 : LP: Someday (live, version 2)
- 2012 : Florence + the Machine: Breath of Life